# Ariela Bogenberger

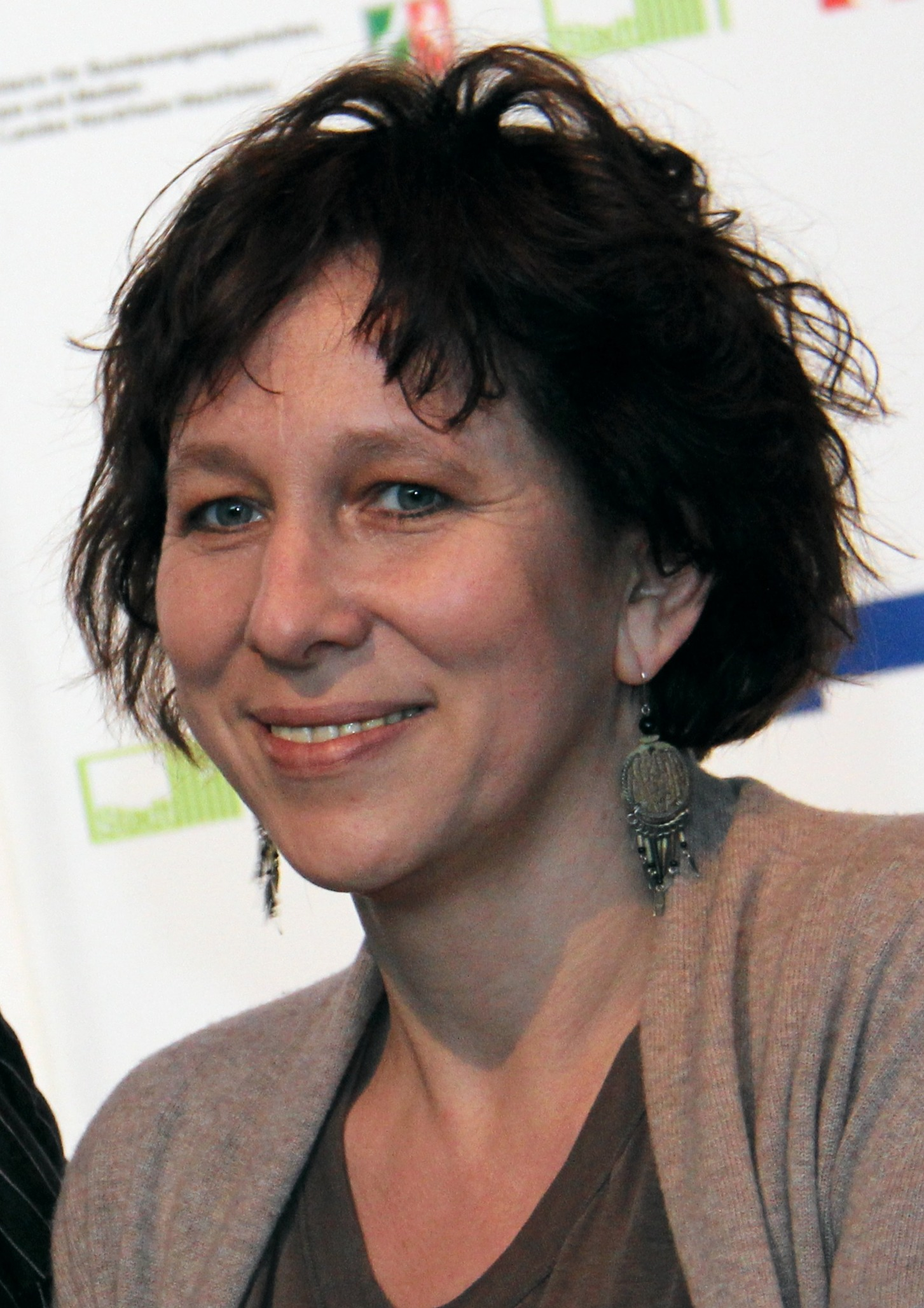
Ariela Bogenberger bei der Grimme-Preisverleihung 2011

Ariela Bogenberger (* 27. Februar 1962 in München) ist eine deutsche Drehbuchautorin, Produzentin, Kabarett-Regisseurin und Journalistin.

## Werdegang
Bogenberger ist die Tochter von Veronika Fitz und des Schauspielers Willi Anders.
Bogenberger arbeitete als Journalistin für die Badische Zeitung, den Münchner Merkur, die Münchner Theaterzeitung und im BR-Hörfunk. Sie war für mehrere Folgen der kabarettistischen Fernsehreihe Das Brettl als Autorin und Produzentin verantwortlich. Zudem war sie als Kabarett-Regisseurin und als Autorin für die BR-Produktionen Live aus dem Schlachthof und Frauensache tätig. 2000 war sie Stipendiatin der Celler Schule. In den Jahren 2002/2003 absolvierte sie die Drehbuchwerkstatt München, seitdem ist sie als Drehbuchautorin aktiv. Ihr erstes Buch war die Vorlage zu Rainer Kaufmanns vielfach ausgezeichnetem Fernsehfilm Marias letzte Reise.
2017 berichtete sie in Petra Katharina  Wagners Dokumentarfilm Aussteigen von ihrer 18-jährigen Mitgliedschaft (1997–2015) in der sektenartigen Kirschblütengemeinschaft des Gurus Samuel Widmer.

## Privatleben
Sie lebt mit ihrem Mann, dem Komponisten und Krimi-Autor („Chiemsee Blues“) Thomas Bogenberger, und drei gemeinsamen Kindern in Prien am Chiemsee.

## Filmografie
- 2005: Marias letzte Reise – Fernsehfilm/Tragikomödie, Regie: Rainer Kaufmann
- 2007: Späte Aussicht – Fernsehfilm, Regie: Sylvia Hoffmann
- 2010: In aller Stille – Fernsehfilm, Regie: Rainer Kaufmann
- 2012: Die Verführerin Adele Spitzeder – Fernsehfilm, Regie: Xaver Schwarzenberger
- 2012: Mittlere Reife – Fernsehfilm, Regie: Martin Enlen
- 2013: Hattinger und die kalte Hand – Ein Chiemseekrimi – Fernsehfilm, Regie: Hans Steinbichler
- 2014: Die Frau aus dem Moor – Fernsehfilm, Regie: Christoph Stark
- 2017: Polizeiruf 110: Nachtdienst

## Auszeichnungen
- Karl-Buchrucker-Preis für das Drehbuch zu Marias letzte Reise
- Adolf-Grimme-Preis in Gold für das Drehbuch zu Marias letzte Reise
- Banff Rockie Award für Marias letzte Reise als bester Fernsehfilm  beim 27. Banff World Television Festival 2006
- Nominierung für den Prix Europa 2005 (bestes Drehbuch) für Marias letzte Reise
- Spezialpreis für das Drehbuch zu In aller Stille beim Fernsehfilm-Festival Baden-Baden 2010
- Grimme-Preis 2011 für das Drehbuch zu In aller Stille